# HD 43691
HD 43691 ist ein 304 Lichtjahre entfernter Hauptreihenstern mit einer Rektaszension von 06h 19m 35s und einer Deklination von +41° 05' 32". Er besitzt eine scheinbare Helligkeit von 8,03 mag.
Im Jahre 2007 entdeckte Ronaldo Da Silva einen extrasolaren Planeten, der diesen Stern umkreist. Dieser trägt den Namen HD 43691 b.